# Retiro (Buenos Aires)

Retiro é um bairro nobre da cidade argentina de Buenos Aires.
Retiro é um bairro com vários hotéis cinco estrelas, incluindo o  Four Seasons,  Marriott Plaza,  Sheraton e  Sofitel. O mais antigo deles, o Marriott Plaza, foi inaugurado em 1909 e fica de frente para a  Praça San Martín, ao norte da qual se encontra o terminal de trem, e a Praça Fuerza Aérea Argentina (antiga Plaza Británica), onde a Torre Monumental (anteriormenteTorre de los Ingleses) está localizada. O monumento foi doado pela comunidade anglo-argentina para as comemorações do centenário de 1910 da Argentina, e sofreu vários atos de sabotagem na esteira da Guerra das Malvinas em 1982. Também perto da Basílica Santíssimo Sacramento, a elegante Patio Bullrich galeria comercial, o Edifício Estrugamou, o  Museu Fernández Blanco, e o Peace Plaza - o local da antiga embaixada de Israel, que foi  bombardeada em 17 de março de 1992, com um saldo de 29 mortos e 242 feridos, marcando o primeiro incidente conhecido na América do Sul de terrorismo relacionado com o Oriente Médio.

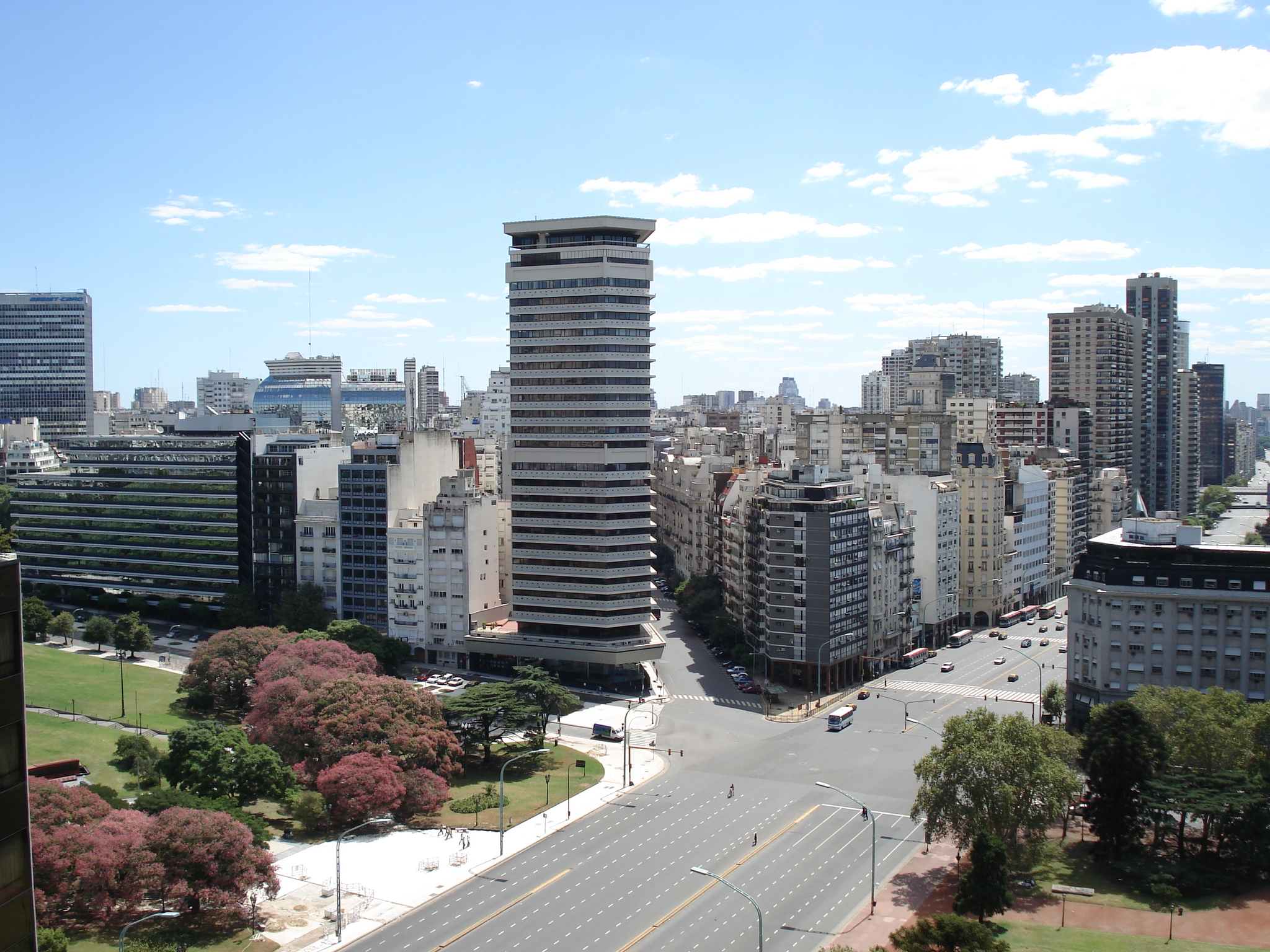
Avenida del Libertador
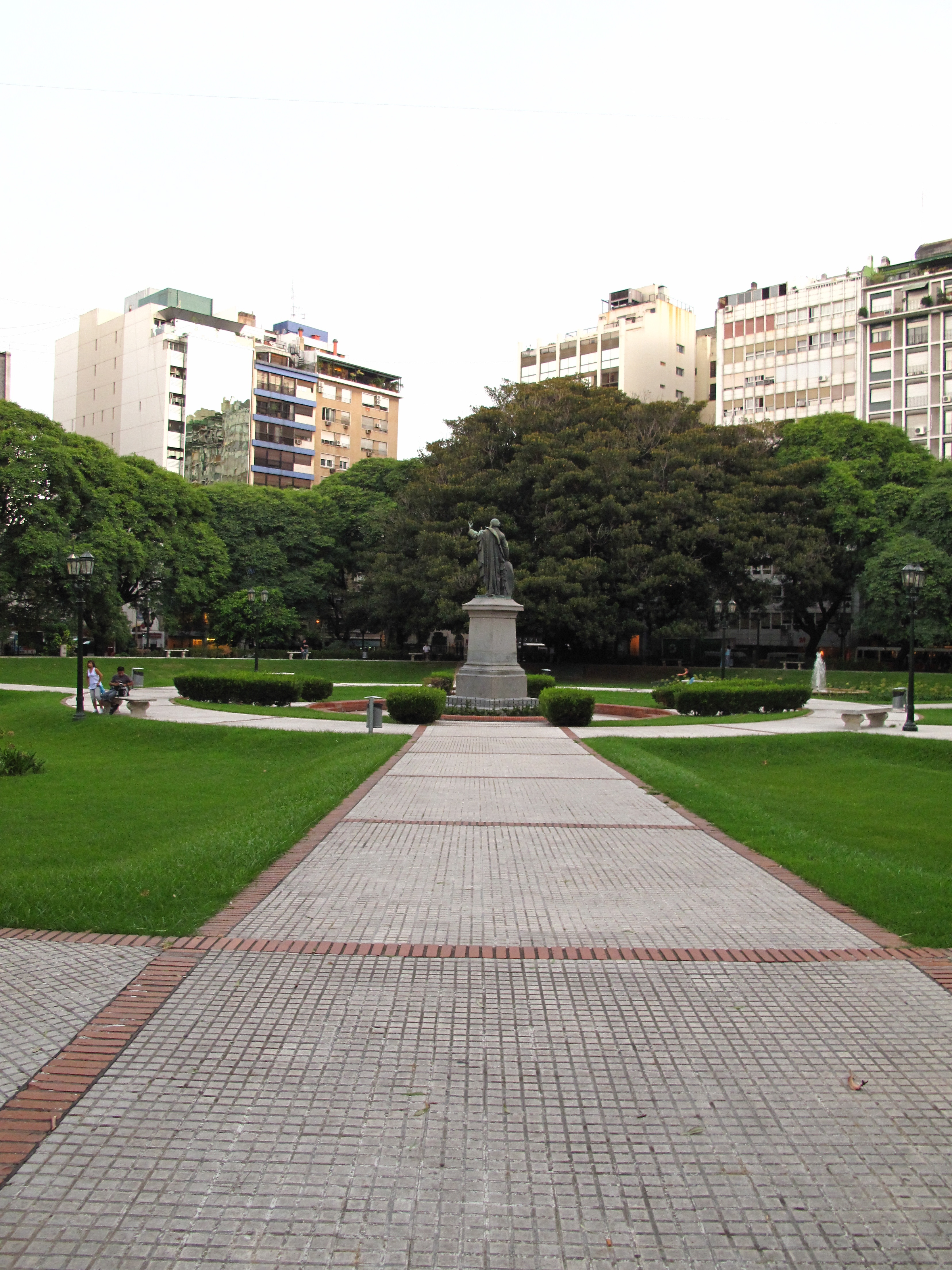
Plaza Libertad
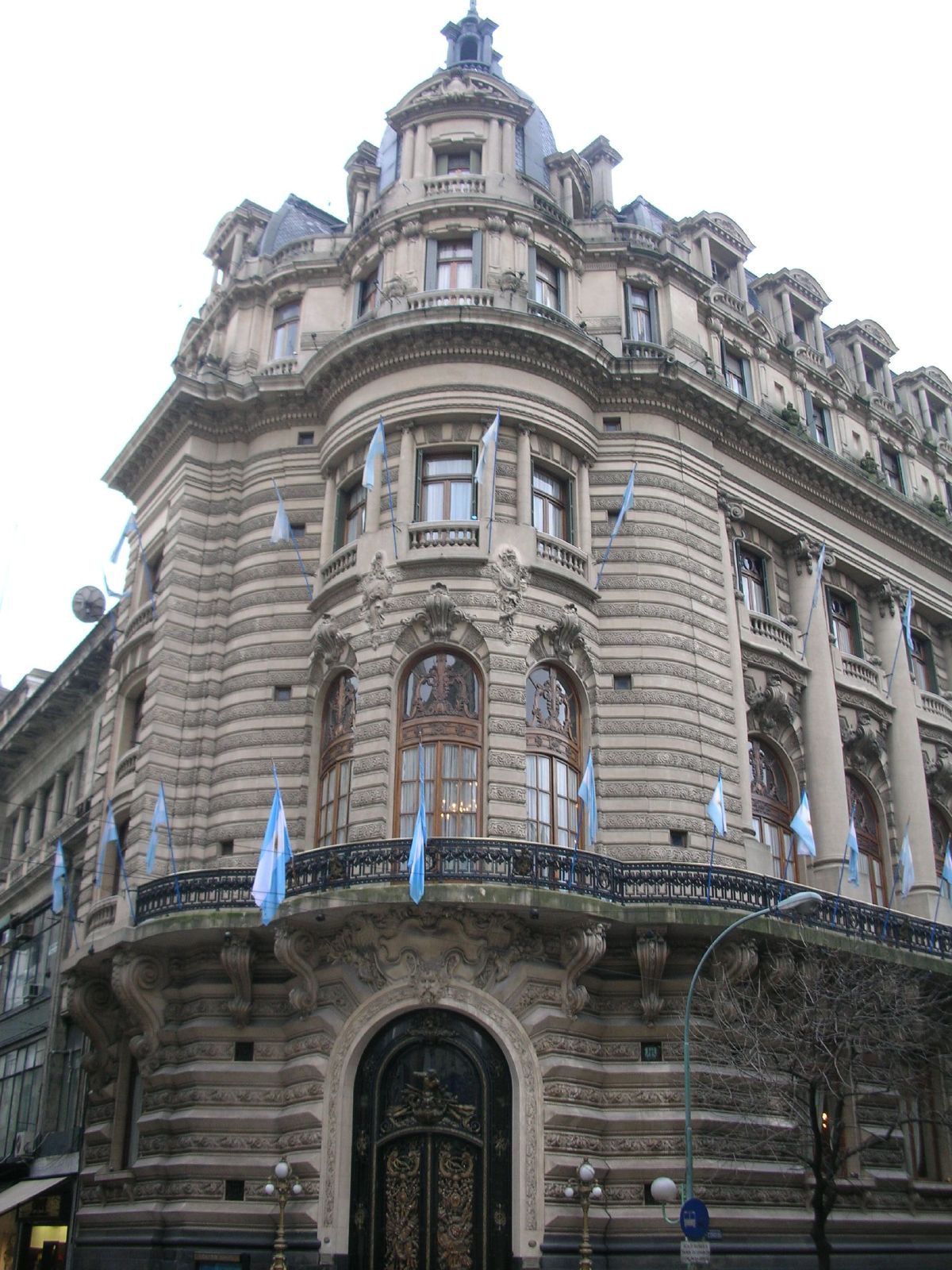
Clube dos oficiais da Marinha, Córdoba Avenue
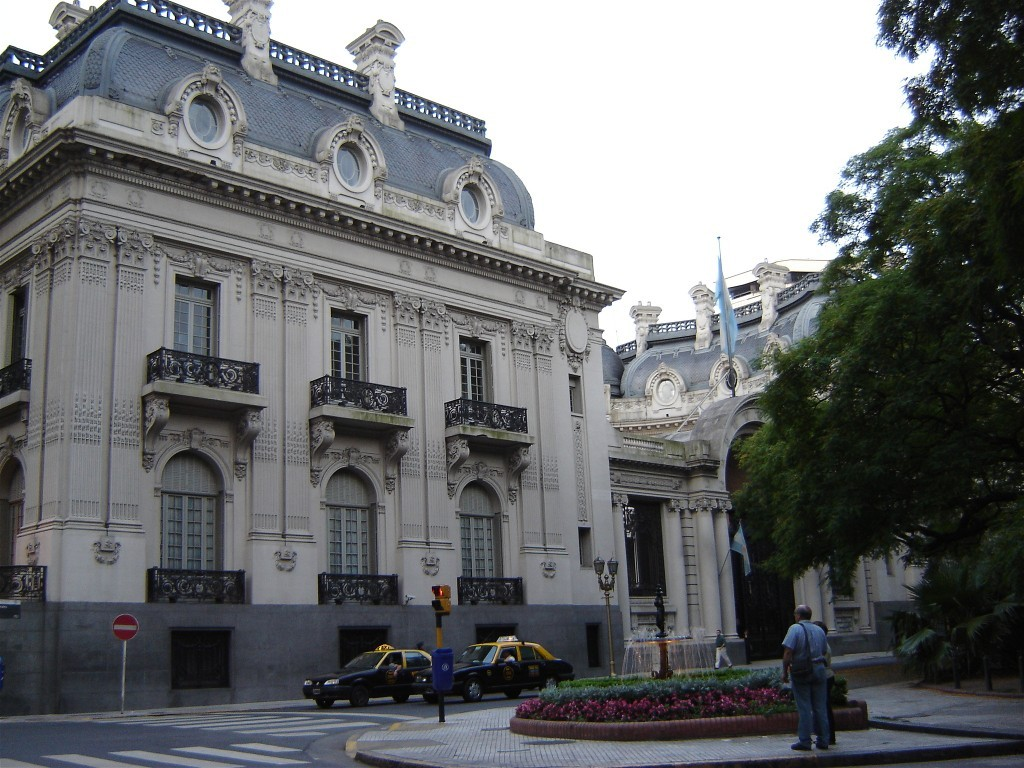
San Martín Palace
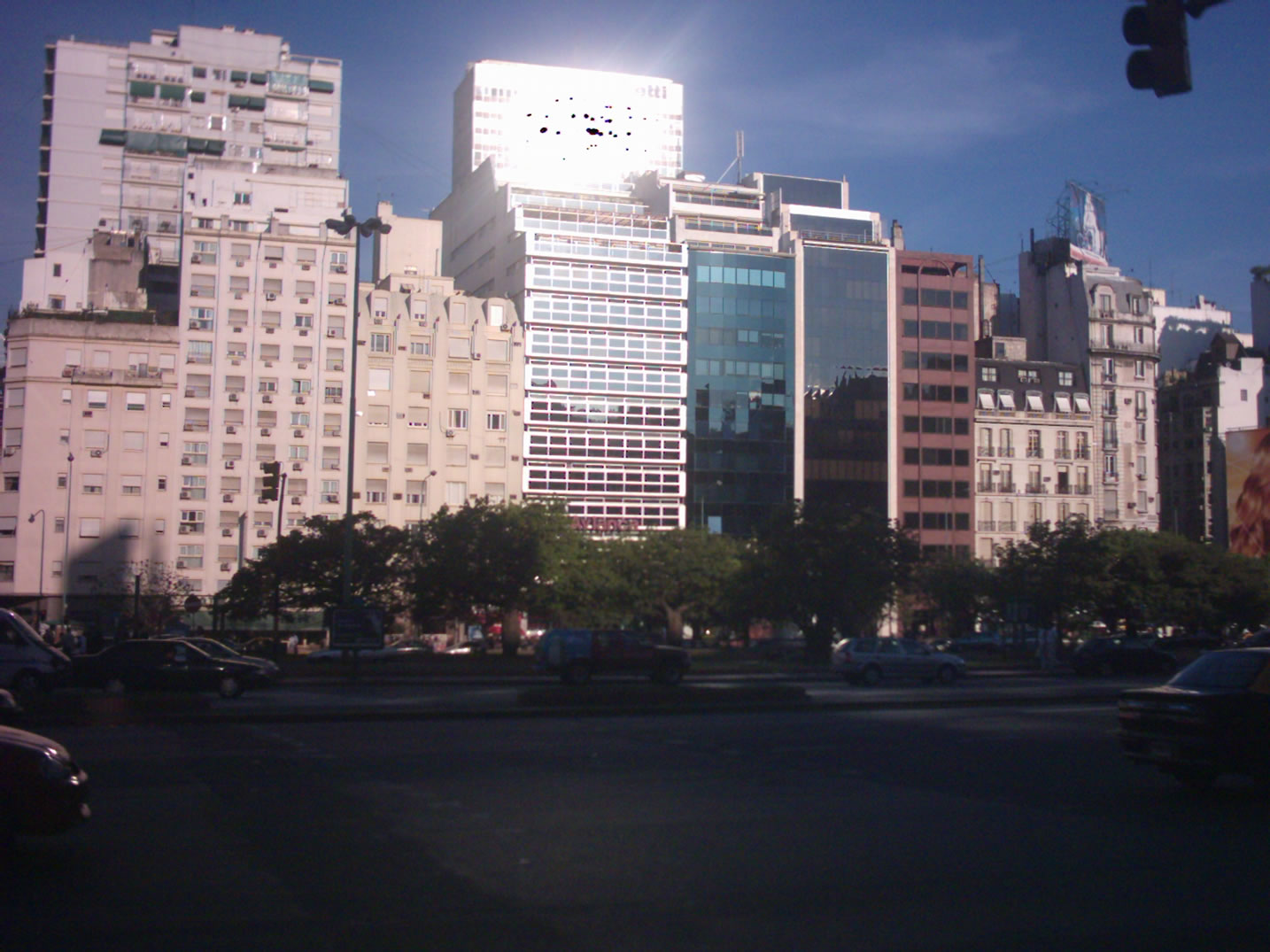
Avenida 9 de Julio
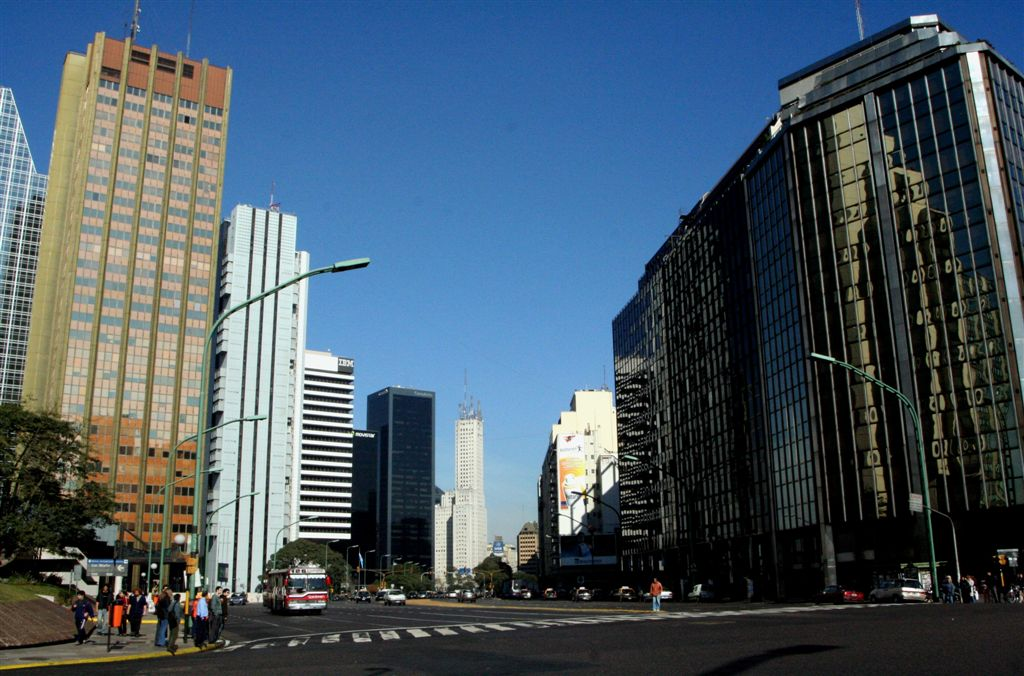
Avenida Leandro N. Alem
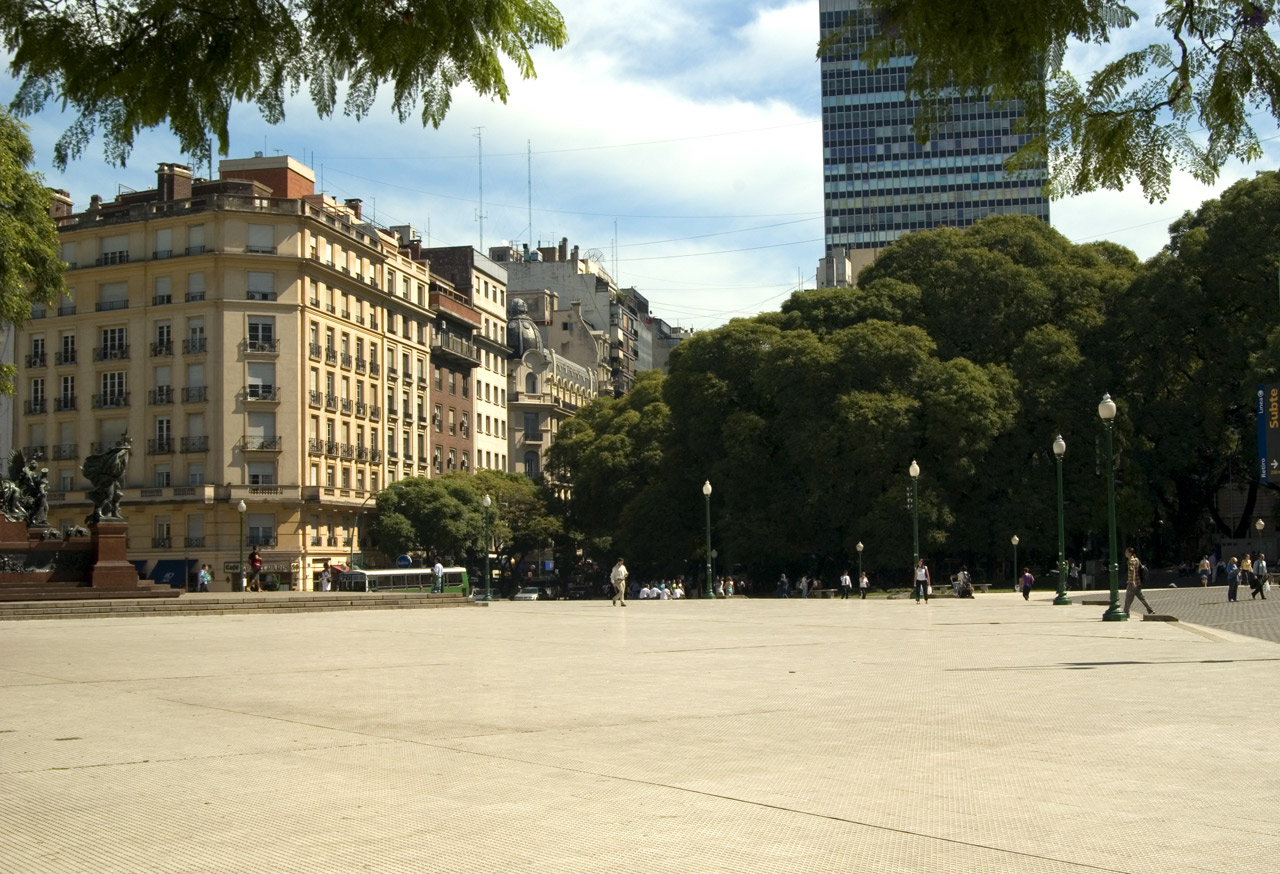
Plaza San Martín